# Ahn Nae-sang
Ahn Nae-sang (kor. 안내상; ur. 25 grudnia 1964 w Daegu) – południowokoreański aktor.

## Edukacja
Ahn Nae-sang jest absolwentem Yonsei University, na którym studiował teologię. W trakcie studiów został liderem grupy studentów-aktywistów.

## Kariera
Jego debiutem aktorskim była rola w filmie krótkometrażowym w reżyserii Bong Joon-ho pt. Baeksekin z 1994 roku. Od tego czasu zagrał drugoplanowe role w licznych filmach, takich jak Poezja (2010) lub Oasis (2012). W 2011 roku po raz pierwszy dostał główną rolę w filmie Hoichori, w którym wcielił się w Doo-yul.

## Życie prywatne
Ahn Nae-sang ma jedną córkę. Aktor ma młodszą siostrę, która w 1996 roku poślubiła południowokoreańskiego aktora Sol Kyung-gu. Po czterech latach separacji para rozwiodła się 21 lipca 2006 roku.

## Filmografia

### Filmy
- 1994: Baeksekin
- 2000: Bulhuui Myeongjak
- 2002:
  - Gonggongui jeog jako detektyw Lee
  - Oaza jako Hong Jong-Il
  - Yok mang jako Kyu-min
- 2003:
  - Kook-hwa-kkot Hyang-gi jako pan Park
  - Hwang-san-beol jako Kim Beob-min
- 2004:
  - Sisily 2km
  - Maljukgeori janhoksa jako nauczyciel matematyki
  - R-Point
- 2005:
  - Kang-ryeok-3-ban jako Park Sil-jang
  - Marathon jako Hee-geun, ojciec Cho-won’a
- 2006:
  - Peul-la-i Dae-di jako kierowca na skrzyżowaniu
  - Jal Sal-a-bo-se jako Chang-soo
- 2007:
  - Geuk-rak-do Sal-in-sa-geon jako Lee Ki-sa
  - Ktoś za tobą jako nauczyciel
- 2008:
  - Mool Jom Joo-soo jako dyrektor So
  - Soomkyeong jako Cha Gang-seop
- 2010:
  - Jo-eun-ji Pae-mi-li jako Tae-pyeong
  - Hoichori jako Doo-yeol
  - Goot-ba-i Bo-i jako Kyeong-sik, ojciec Jin-woo
  - Poezja jako ojciec Ki-beoma
- 2012:
  - Chang-su jako Do-seok
  - Eum-chi keul-ku-nik jako klient ulicznego straganu
  - Bok-ma-jeon jako Im Yeong-nam
  - Winogronowy cukierek jako Park Tim-jang
- 2013: Sa-lang-ui ga-wi-ba-wi-bo jako ojciec Woon-cheola
- 2014: Piraci – w poszukiwaniu cesarskiej pieczęci jako Jeong Do-jeon
- 2016: Deok-hye-ong-joo jako Kim Hwang-jin
- 2019: A-nae-leul Juk-yeoss-da jako Choi Dae-yeon
- 2023: 12 grudnia jako Han Yeong-goo

### Seriale
- 2004: Honjaga Aniya jako redaktor
- 2005:
  - Yeol-yeo-deolb, Seu-mul-a-hop jako Suh Yoon-oh
  - Recipe of Love jako szef restauracji
  - Boo-hwal jako Yeoo Geon-ha, ojciec Eun Ha
- 2006: So-moon-nam Chil-gong-joo jako Wang Sun-taek
- 2007:
  - Byeol-soon-geom jako Bae Bok-geun
  - Hanseongbyeolgok jako władca Im Keum
  - Jo-kang-ji-cheo Keul-leob jako Han Won-Soo
- 2008: Ta-jja jako Myeong-goo
- 2009:
  - Soo-sang-han Sam-hyeong-je jako Kim Gun-Kang
  - Namja yiyagi jako Kim Wook
  - Ka-in-gwa A-bel jako Taek Jo Hyun
- 2010:
  - Sin-eui Kwi-jeu jako detektyw Bae Tae-sik
  - Seong-gyoon-kwan Seu-kaen-deul jako Jeong Yak-yong
- 2011:
  - Haikik 3 jako Ahn Nae-sang
  - Ro-yeol Pae-mi-li jako Jo Dong-Jin
- 2012:
  - Me-i-kwin jako Hong-cheol
  - Hae-leul Poom-eun Dal jako Król Seong-jo
  - Ga-jok-sa-jin jako Han Sang-tae
- 2013:
  - Moo-han-dong-lyeog jako Han Won-sik
  - Hwang-geum-moo-ji-gae jako Cheon Eok-jo
  - Mae-di-kol-tap-team jako Jang Yong-seob
  - Mot-nan-i-ju-eui-bo jako Gong Sang-man
  - Won-du-pool Ma-ma jako Jang Gi-nam
  - Mon-seu-ta jako Han Ji-woong/J. Han
  - 7 geup gongmuwon jako Kim Won-suk
- 2014:
  - Wass-da! Jang-bo-lee jako Jang Soo-bong
  - Yu-na-eui geo-li jako Bong Dal-ho
  - Ha-nyeo-deul jako Lee Bang-won
- 2015:
  - Nae-il-eul Hyang-hae Ttwi-eo-la jako Kang Ga-deuk
  - Cheo-eum-i-ra-seo jako ojciec Tae-oh Yoona
  - Song-got jako Goo Go-sin
  - Hwajeong jako Heo Gyun
  - Nae Ddal, Geum-sa-wol jako Joo Gi-hwang
  - O-neul-boo-teo sa-rang-hae jako Cha Joon-pyo
  - Kill Me, Heal Me jako Cha Joon-pyo
- 2016:
  - Gureumi geurin dalbit jako Jeong Yak-yong
  - Sol-lo-mon-eui wi-jeung jako Go Sang-joong
  - Yeokjuk: baegseong-eul humchin dojeog  jako starszy mężczyzna Song Do-hwan
  - Hwang-geum-joo-meo-ni jako Geum Jeong-do
  - Ddan-dd-ra jako dyrektor Byeon
  - 38 Sa-gi-dong-dae jako Cheon Gap-soo
  - Dang-sin-eun-seon-mul jako profesor Han
- 2017:
  - Geu-nyang Sa-rang-ha-neun Sa-i jako Ha Dong-cheol
  - So-rang-eui On-do jako On Hae-kyeong
  - Eon-ni-neun sal-ah-iss-da jako Na Dae-in
- 2018:
  - Hyung-bu-oi-gwa – Sim-jang-eul Hum-chin Eui-sa-deul jako Goo Hee-dong
  - Mu-beob Byeon-ho-sa jako Choi Dae-woong
  - Mi-seu ham-mu-ra-bi jako główny sędzia przewodniczący
  - Mi-seu-ti jako Kang Gi-joon
- 2019:
  - Deo Baeng-keo jako Yook Gwan-sik
  - Ru-wak-in-gan jako Jeong Cha-sik
  - My Country: The New Age jako Namjeon
  - A-reum-da-un Se-sang
  - Nun Bu-si-ge jako ojciec Kim Hye-ja
  - Wae-geu-rae Pung-sang-ssi jako mąż starszej siostry
  - Yong-wang-nim Bo-u-ha-sa jako Sim Hak-gyoo
- 2020:
  - Am-haeng-eo-sa: Jo-seon-bi-mil-su-sa-dan jako Jang Tae-seung
  - Memorials jako Jo Maeng-deok
  - 18 eogein jako Moon Sang-hwi
  - Kyeong-u-eui Su jako Lee Yeong-hwan
  - Na-eui Wi-heom-han A-nae jako No Chang-beom
  - Hi Bye, Mama! jako profesor Jang
  - Yu-byeol-na! Mun-sye-peu
- 2021:
  - Lu-ka jako Ryoo Joong-kwon
  - Law School jako Seo Byeong-joo
  - Deo Ro-deu: 1-eui Bi-geuk jako Choi Nam-gyoo
  - Mi-chi-ji Anh-go-seo-ya jako Noh Byeong-gook
  - Racket Boys jako główny trener kadry narodowej
  - Ak-ma-pan-sa jako Min Jeong-ho
- 2022: Sajangnimeul jamgeumhaeje jako Park Jae-choon
- 2023:
  - Kkotseonbi yeolaesa jako Sin Won-ho
  - Gijeogui hyeongje jako Lee Byeong-man
  - Pandora: Poza granicą raju jako Jang Geun-mo
- 2025: Manyeo

## Teatr
- 2009:
  - Sen nocy letniej[7][8]
  - Dandelion Becomes Wind[3]